# Aviosuperficie Alvaro Leonardi
L'aviosuperficie "Alvaro Leonardi" di Terni (ICAO: LIAA) è la maggiore aviosuperficie della provincia di Terni.
Sorge nella zona di Maratta in località "Le Sore" (7 km dal centro della città) e prende il nome dal pilota asso della prima guerra mondiale Alvaro Leonardi.

## Strutture e dati tecnici
L'aviosuperficie ha una pista in asfalto lunga 870 metri, con orientamento 09/27 e un eliporto operativo H24 con illuminazione a norma ICAO. Dispone di una stazione di rifornimento carburanti (Jet A1, Avgas 100 ll, super SP), di hangars. 
- Informazioni al traffico in arrivo: Callsign: "Terni radio" 128.450 MHz (Ita-Eng)
- Circuiti di traffico sempre a nord del campo:
  - Pista 09 sottovento sinistro
  - Pista 27 sottovento destro
- Quote circuito:
  - V.D.S. 500 ft AGL
  - A.G. 1000 ft AGL[1]
- Il contatto radio è obbligatorio in partenza e in arrivo durante l'attività paracadutistica nei giorni di sabato e domenica.
- NOTAM - Divieto di sorvolo al di sotto dei 1500 ft AGL a sud-est del campo centrato sulle coordinate geografiche Lat. 42°33'14" N, Long. 12°35'52" e per un raggio di 1 Nm (AIP Italia RAC 5-8-).
- È presente una società di manutenzione per aeromobili mono motori  e bimotori a pistoni.

L'impianto è adatto per traffico di aviazione generale, elicotteri, aerotaxi, soccorso, aeroscolastico, aeromodellismo, volo a vela, ultraleggeri, paracadutismo, mongolfiere, aquiloni.

## Trasporti
L'aviosuperficie si trova in strada La Selva, località "Le Sore", nel quartiere di Maratta a Terni.
In Auto:
- -  Strada statale 3 bis Tiberina da Ravenna - Cesena - Perugia: uscire allo svincolo Sangemini Sud - Terni Nord.
- -  Raccordo Autostradale Terni-Orte da Vetralla - Viterbo - Orte: uscire al raccordo  poi uscire sulla SP24 Marattana.
  -  Strada statale 3 Via Flaminia dalle Marche e l'Umbria orientale: uscire a Terni Ovest poi prendere la SP24 Marattana.
- -  Strada statale 79 Ternana dalle Marche meridionali, Abruzzo e la Sabina: prendere la  Strada statale 4 Via Salaria (innesto Raccordo Autostradale Ascoli Piceno) fino a Terni Sud.

In treno:
Dalla stazione di Terni Centrale, l'aviosuperficie dista 6 km e si può raggiungere con gli autobus dell'Umbria Mobilità. Si trova poco distante dalla ferrovia Roma-Ancona.
- bus n°: 1, 11, 12, 12/, 13 o navetta organizzata da "The Zoo Roma

## Riconoscimenti
Il 25 settembre 2010, in occasione del Salone del volo a Venezia, l'aviosuperficie di Terni viene premiata come "miglior scalo avioturistico dell'anno".

## Incidenti
- Il 3 aprile 2010 due paracadutisti Flavio Pandimiglio e Simone Cipriani, entrambi di Roma, si sono scontrati in aria e sono caduti a terra: Pandimiglio è morto, mentre Cipriani è rimasto gravemente ferito.
- Il 1º maggio 2010 stesso scenario dell'incidente del 3 aprile. Due paracadutisti si scontrano in aria. Paolo Capretti di San Benedetto del Tronto non riesce ad aprire il paracadute di emergenza e muore sul colpo mentre Claudio Antonini di Firenze riesce ad aprirlo e subisce solo una forte contusione alla gamba.
- Il 28 giugno 2010 un altro incidente ha riguardato Pietro Taricone. La causa potrebbe essere stata una improvvisa folata di vento oppure il non funzionamento dell'altimetro, poiché Taricone ha incominciato a frenare a soli 20 metri dal suolo. Trasportato all'ospedale di Terni e sottoposto ad un intervento chirurgico per 10 ore, muore nella notte del 29 giugno per le numerose emorragie, fratture e danni agli organi interni.[2][3][4][5] Il 20 settembre 2010 il Giudice per le indagini preliminari di Terni ha archiviato l'indagine sulla morte di Taricone, poiché si è trattato di un errore umano. Cadute perciò le accuse di omicidio colposo a carico di ignoti avanzata dalla procura di Terni.
- L'8 marzo 2015 un paracadutista romano di 42 anni, Massimiliano Piraccini, è morto dopo un lancio schiantandosi all'esterno dell'aviosuperificie.
- Il 6 giugno 2015, un aereo di aviazione generale Flyzone Ghibli (I-FZON) a quattro posti, si è schiantato al suolo e nell'impatto ha perso la vita Manilo D'Onofrio, sessantaquattrenne di Latina. Un'altra persona a bordo invece è rimasta gravemente ferita.[6]
- Il 28 giugno 2015 un autocostruito Rutan VaryEze si è schiantato al suolo dopo il decollo per aver impattato i fili dell'alta tensione. Nell'incidente ha perso la vita il pilota Martino Bonicelli, 58 anni, romano.